# 五條盤碁

其中一方的行進路徑，劃X的格子為每方的初始位置

五條盤碁 （英語：Chowka bhara）是古印度的擲賽遊戲，遊戲人數二到四人，類似八條盤碁、七條盤碁。

## 博法
- 5×5方格棋盤，每方四枚棋子，皆先放在初始位置。
- 每回合擲四枚貝殼，然後依貝殼正面數移動一枚己棋或棋疊。移動時，可一起移動棋疊或分開只移動一枚。
- 移動棋子是以逆時鐘方向由外往內前進。不能越過或抵達數量大於己方移動棋疊的敵棋處。若至僅一枚敵棋處，並且不是有劃X的棋格，則將該敵棋移回該方初始位置。若至有己棋處，可將棋子疊在其中一枚己棋上，只能疊兩枚。
- 玩家至少要打到一枚敵棋後，所有己棋才能由第一外圈移動到第二外圈。
- 以所有己棋先到達中心格為勝。[1]

| 貝殼正面數 | 移動格數                |
| ---------- | ----------------------- |
| 4          | 4，該玩家再進行一回合。 |
| 3          | 3                       |
| 2          | 2                       |
| 1          | 1                       |
| 0          | 8，該玩家再進行一回合。 |